# Viva la danza
Viva la danza è un programma televisivo italiano in onda su Rai 1 dal 2024 con la conduzione di Roberto Bolle.

## Il programma
La trasmissione va in onda, a partire dal 2024, la sera del 29 aprile, giornata internazionale della danza. 
Protagonista del programma è Roberto Bolle, che, oltre ad eseguire le coreografie, dialoga con gli ospiti della serata.
Nel 2025, dal 24 al 29 aprile, è andata in onda quotidianamente una breve striscia in orario preserale (dopo il TG1 delle ore 20.00) come anteprima della serata. 

## Edizioni
| Edizione | Messa in onda  | Ospiti | Telespettatori | Share  | Fonte |
| -------- | -------------- | --- | -------------- | ------ | ----- |
| 1ª       | 29 aprile 2024 | Timofej Andrijashenko, Fabrizio Biggio, William Bracewell, Elodie, Melissa Hamilton, Fumi Kaneko, Nicoletta Manni Francesco Pannofino, Valentina Romani | 2 334 000      | 14,20% | [ 2 ] |
| 2ª       | 29 aprile 2025 | Serena Rossi, Gianna Nannini, Claudio Santamaria, Jacopo Veneziani, Geppi Cucciari, Cirque du Soleil, Nicoletta Manni, Martina Arduino, Toon Lobach, Emiliano Fiasco, Ildar Young, Anastasia Matvienko, Shale Wagman, Maia Makhateli, Motoki Kiyota, Tommaso Parazzoli, Gaetan Farnier, Timofej Andrijashenko | 1 759 000      | 11,10% | [ 3 ] |